# Gutierre-Muñoz
Gutierre-Muñoz – gmina w Hiszpanii, w prowincji Ávila, w Kastylii i León, o powierzchni 22,15 km². W 2011 roku gmina liczyła 81 mieszkańców.